# Овручское княжество

Киевская Русь в 1237 году

О́вручское кня́жество (970—1471) (укр.  Овруцьке князівство) — удельное княжество Киевской Руси, один из центров Древлянской земли, часть Киевского княжества. Столица княжества — Вручий (Овруч). Военно-административный центр —
Овручский замок.

## Удельные правителиОвручскогокняжества
- Олег Святославич (князь древлянский) (род. ок. 962 — † 977), (колено IV Рюриковичей), князь Древлянский (969(970) — 977), погиб при междоусобице с Ярополком в Овруче. Сын Святослава Игоревича и угорской княжны Предславы. Сначала Олег был похоронен в кургане возле Овруча, но по христианскому обряду. В 1044 году его останки были перезахоронены в Десятинной церкви в Киеве.
- Святослав Владимирович (князь древлянский) (ок. 982—1015) (колено V Рюриковичей), сын Владимира Великого (ок. 948 — 15.07.1015) и «чехини» Адили (в других источниках Мальфриды), князь Древлянский (988—1015), убит по приказу Святополка Окаянного близ Карпатских гор.
- Роман Ростиславич (? — 1180), (колено X Рюриковичей), сын Ростислава Мстиславича, упоминается в Овруче в 1163 году во время княжения своего отца в Киеве.
- Рюрик Ростиславич (1140—1212+), (колено X Рюриковичей), сын Ростислава Мстиславича, князь овруцкий (1168—1173, 1173—1180, 1182—1194, 1202—1203, 1206—1207, 1207—1208). Дочери Рюрика Ростиславича были замужем за Глебом Черниговским, Романом Галицким, Святославом Волынским. Рюрик и его потомки, уступая смоленское княжение своим младшим родственникам, продолжали княжить в Овруче и бороться за Киев (1180—1240).
- Ростислав Рюрикович (колено XI Рюриковичей), сын Рюрика Ростиславича, князь овруцкий (1210—1218)
- Владимир Рюрикович (1187 — † 3.03.1239), (колено XI Рюриковичей), князь овруцкий (1219—1223, 1235—1239)
- Ростислав Владимирович († после 1242), (колено XII Рюриковичей), князь овруцкий [?] (ок. 1223—1235)[1][2]
- Правление представителей монгольских ханов — баскаков (даругов) c 1240
- Андрей Иванович (колено XIII Рюриковичей), записан в Сиверском помянику, князь овруцкий (первая четверть XIV в.)
- Евстафий Иванович (колено XIII Рюриковичей), князь овруцкий (первая четверть XIV в.)
- Василий Андреевич — князь путивльский, согласно записи в Сиверском помянике погиб в Путивле(колено XIV Рюриковичей), записан у Киево-Печерском помянике. Возможно был овруцким князем в первой половине XIV века
- Иван Станиславич (колено XIV Рюриковичей), записан у Киево-Печерском помянике. Возможно был овруцким князем в первой половине XIV в.
- Дмитрий [?] († после 1372), (колено XV Рюриковичей), упоминается в 1372 г. Князь овруцкий. Мог быть сыном путивльского князя Василия Андреевича или Ивана Станиславича.
- Иван Борисович († 12.08.1399), (колено XVI Рюриковичей), погиб в битве на р. Ворскле 12.08.1399 г. Записан в числе погибших на р. Ворскле киевский князь Иван Борисович (на то время киевским князем был Иван Ольгимундович Гольшанский). Был удельным киевским (возможно, овруцким) князем из путивльских Ольговичей, в отсутствие своего сюзерена он возглавлял киевскую дружину в этой битве. То, что летописцы назвали его киевским, могло также означать, что он был потомком киевского князя Станислава или его брата Фёдора.[3]
- Миндовг Гольшанский, (колено II Гольшанских), назначенный великим князем литовским Гедимином, с 1321 владел Овручем в составе Киевского княжества. «На Києві на інших пригородках призначив старшим намісником своїм Міндовга, князя Гольшанського, сина Гольшанського, кревного свого, котрий був у руську віру охрещений, і панував над Києвом аж до Володимира Ольгердовича».[4] В других источниках: «Перед тем как возвратиться в Литву, отмечают белорусско-литовские летописи, Гедимин оставил своим наместником в Киеве и на пригородах Ольгимунта, сына князя Мидовга Гольшанского (1324—1331)»[5][6]
- Владимир Ольгердович (ок. 1331 — † после 1398), (колено III Гедиминовичей), князь киевский (1362—1393), копыльский (1395— после 1398), с 1377 владел Овручем в составе Киевского княжества
- Скиргайло Ольгердович, (ок. 1356 — † 1396), (колено III Гедиминовичей), князь полоцкий (1376—1386), троцкий (1382—1387), вел. кн. киевский (1395—1396), с 1395 владел Овручем в составе Киевского княжества
- Киевские наместники Великого княжества Литовского, до 1440(3)
- Олелько Владимирович, († 1454), (колено IV Гедиминовичей), жена Анастасия Московка, дочь Василия Дмитриевича, вел. кн. владимирского, князь слуцкий и копыльский (после 1398—1440), вел. кн. киевский (1440—1454), с 1440(3) по 1454(5) владел Овручем в составе Киевского княжества
- Семён Олелькович (1420 — † 1471), (колено V Гедиминовичей), жена Мария, дочь Ивана Гаштольда. Князь слуцкий (1440—1454), вел. кн. киевский (1454—1471). Похоронен в отреставрированом им Успенском соборе Киево-Печерского монастыря. Согласно копии надписи на могиле А. Кальнофойского реставрация храма была закончена 3.12.1470 г. Проводил активную независимую политику, титулировался «з ласки Божой великий князь киевский». Записан в Киево-Печерском помянике вместе с женой. Правил Овручем в составе Киевского княжества[7]